# استخوان‌پوست

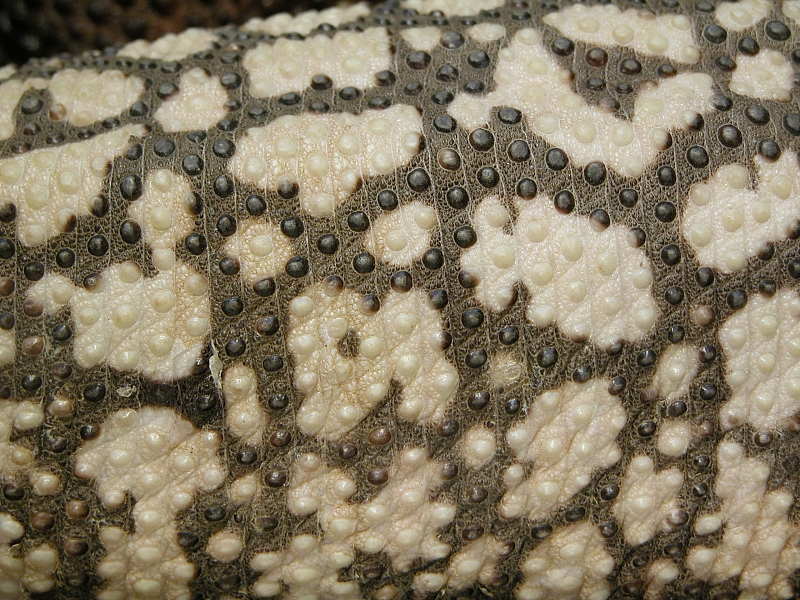
نمای نزدیک از پوست یک مارمولک گلمیخ‌پوست (Heloderma) که در آن ساختار استخوان‌پوستی دیده می‌شود.

استخوان‌پوست (Osteoderm) اصطلاحی است برای اشاره به رسوبات استخوانی بر پوست گروه‌هایی از جانوران، به‌ویژه تمساحان و مارمولک‌ها که تشکیل فلس و سپرچه و دیگر ساختارهای روپوستی می‌دهد. در خزندگان، استخوان‌پوست از ماده‌ای شاخ‌مانند ساخته شده‌است. استخوان‌پوست در بسیاری جانوران حکم زره دفاعی را دارد.
بسیاری از گروه‌های خزندگان زنده و منقرض دارای استخوان‌پوست هستند ازجمله مارمولک‌ها، انواع 
دایناسورها (بیش از همه خمیده‌خزنده‌سانان Ankylosauria و پوشیده‌خزنده‌سانان Stegosauria)، تمساح‌سانان، فیتوسورها، اتوسورها، تخت‌دندانان placodonts و هوپه‌سوسماران hupehsuchia.
استخوان‌پوست در پستانداران رایج نیست اما در بسیاری از شگفت‌بندان xenarthrans  (شیاردندانان glyptodonts، آرمادیلوها و تنبل‌های زمینی) دیده می‌شود. استخوان‌پوست در جریان فرگشت بسیاری از تبارهای گوناگون به صورت مستقل و جدا از هم تشکیل شده‌است.